# Khadag Bhanjyang
Khadag Bhanjyang (en népalais : खड्गभन्ज्याङ) est un comité de développement villageois du Népal situé dans le district de Nuwakot. Au recensement de 2011, il comptait 6 166 habitants.